# Rhizophydium capillaceum
Rhizophydium capillaceum är en svampart som beskrevs av D.J.S. Barr 1969. Rhizophydium capillaceum ingår i släktet Rhizophydium och familjen Rhizophydiaceae.   Inga underarter finns listade i Catalogue of Life.